# Lamontia zona
Lamontia zona és una espècie d'esponja calcària, marina i amb espícules formades per carbonat de calci. L'esponja és l'única espècie del gènere Lamontia de la família Baeriidae. Es localitza típicament a l'estret de Cook, a Nova Zelanda. El nom científic de l'espècie va ser publicat per primera vegada el 1895 per Harry Borrer Kirk.